# Ганс Штілле
Ганс Штілле (нім. Hans Stille; 8 жовтня 1876, Ганновер — 26 грудня 1966, Ганновер) — німецький геолог.

## Біографія
У 1889 р. закінчив Вищу технічну школу в Ганновері і Геттінгенський університет.
З 1900 р. працював у геологічному відомстві у Берліні.
З 1908 р . — професор Вищої технічної школи в Ганновері, а потім університетів у Лейпцигу (з 1912), Геттингені (з 1913) і Берліні (з 1932).
У 1945—50 рр. — віце-президент Німецької АН.
У 1946—50 рр. — директор заснованого ним Геотектонічного інституту в Західному Берліні.

## Науковий доробок

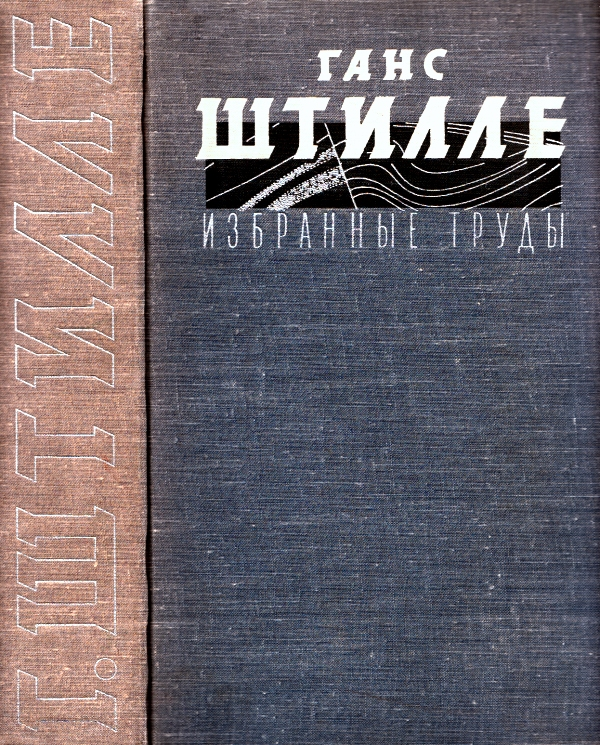
Вибрані праці. 1964.

Праці з тектоніки Європи, компаративний аналіз складчастих областей Європи, Північної і Південної Америки, Південно-Східної Азії, Тихоокеанічного кільця. Розробив концепцію чергування в історії планети Земля довгих періодів консолідації земної кори і більш коротких «світових фаз складчастості». Класифікував геосинклінальні області на високомагматичні евгеосинкліналі і слабкомагматичні міогеосинкліналі. Виділив ассінтську складчастість.

### Праці
- Grundfragen der vergleichenden Tektonik, В., 1924;
- Einführung in den Bau Americas, B., 1940; в рус. пер. — Избр. труды, М., 1964;
- Ассинтская тектоника в геологическом лике Земли, М., 1968.